# Фрёлинг, Нильс
Нильс Густав Георг Фрёлинг (швед. Nils Gustav Georg Fröling; род. 20 апреля 2000, Швеция) — шведский футболист, нападающий клуба «Ганза».

## Клубная карьера
Начал футбольную карьеру в молодёжных командах «Бо» и «Отвидаберг». 6 августа 2017 года дебютировал в основном составе «Отвидаберга» в матче Суперэттан против «Далькурда».
В 2018 году стал игроком клуба «Кальмар». 29 апреля 2018 года дебютировал за клуб в матче Аллсвенскан против «Мальмё». 14 мая 2018 года забил свой первый гол за «Кальмар» в матче Аллсвенскан против «Сириуса».

## Карьера в сборной
Выступал за сборные Швеции до 18, до 19 лет и до 21 года.